# Yellowcake

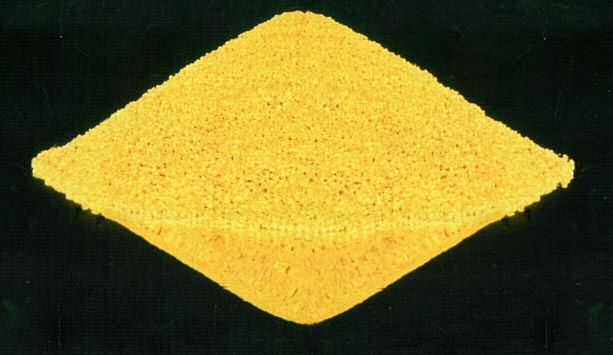
Sproszkowany yellowcake

Yellowcake (dosł. "żółte ciasto") – potoczna nazwa półproduktu otrzymywanego w trakcie obróbki rud uranu. Nazwa pochodzi od charakterystycznego zabarwienia sproszkowanego produktu uzyskiwanego tradycyjnymi metodami.
Yellowcake otrzymywany jest poprzez ługowanie zmielonej rudy uranowej stężonymi kwasami, zasadami i nadtlenkami. Po odfiltrowaniu i osuszeniu otrzymuje się brunatny lub czarny osad. W zależności od składu surowej rudy i metody ługowania zawiera on 70-90% ośmiotlenku trójuranu(V) (U3O8). Inne zidentyfikowane składniki to:
- trójtlenek uranu(inne języki) (UO3),
- dwutlenek uranu (UO2),
- wodorotlenek uranylu(inne języki) (UO2(OH)2),
- siarczan uranylu(inne języki) (UO2SO4),
- uranian sodu (Na2O (UO3)2·6H2O),
- nadtlenek uranu(inne języki) (UO4·nH2O).

Yellowcake jest układem stabilnym chemicznie i może być w tej postaci przechowywany lub transportowany. Podobnie jak naturalne rudy uranu, zawiera ok. 0,72% izotopu 235U. Jest to dopiero jednak półprodukt, który nie może być zastosowany jako paliwo w reaktorach jądrowych. Musi on ulec konwersji w sześciofluorek uranu, UF6, aby uzyskać wzbogacenie paliwa jądrowego na odpowiednim poziomie. Dwutlenek uranu (UO2) otrzymuje się w trakcie konwersji paliwa z ośmiotlenku trójuranu(V) (U3O8) do sześciofluorku uranu, UF6. Dwutlenek uranu (UO2) wykorzystuje się do produkcji paliwa dla reaktorów typu PHWR lub Candu, które pracują na uranie naturalnym.
W celu uzyskania stosowanego w pozostałych reaktorach jądrowych uranu wzbogaconego, yellowcake przeprowadza się w sześciofluorek uranu, UF6, z którego można wydzielić frakcję zawierającą ponad 20% 235U.

## Źródła
- Yellowcake na stronie United States Nuclear Regulatory Commission